# Théâtre du Chêne noir
 (août 2023).
Si vous disposez d'ouvrages ou d'articles de référence ou si vous connaissez des sites web de qualité traitant du thème abordé ici, merci de compléter l'article en donnant les références utiles à sa vérifiabilité et en les liant à la section « Notes et références ».
 (août 2023).
Le Théâtre du Chêne noir est une compagnie de théâtre et de musique d'Avignon, qui se trouve dans l'ancienne chapelle de l'abbaye Sainte-Catherine d'Avignon — monument historique inscrit depuis 1974 —, située rue Sainte-Catherine, derrière le Palais des papes. La compagnie de Gérard Gelas s'y installa en 1971. Avec André Benedetto, il a été un pionnier du Festival Off. Il est actuellement dirigé par Julien Gelas, auteur et compositeur.
La couleur « noir » du Chêne fait explicitement référence au drapeau anarchiste.

## Historique
Le théâtre est installé dans l'ancienne chapelle de l'abbaye Sainte-Catherine d'Avignon qui a appartenu aux cisterciennes de Montdevergues. Celles-ci s'étaient installées à Avignon, entre 1251 et 1253 à l'invitation de l'évêque Zoen Tencarari.
L'actuelle chapelle fut construite au XIVe siècle par le cardinal Hugues de Saint-Martial. Elle est constituée d'une nef unique avec abside octogonale. Sa façade est percée d'une rosace et flanquée d'une tour octogonale d'escalier. Elle a longtemps servi de garage.

## La compagnie
Le théâtre héberge la compagnie de théâtre du Chêne noir, une compagnie de créations, nationale et internationale — notamment dans l’empire du Milieu, avec Si Siang Ki créée au Festival de théâtre de Shanghai —, fondée et dirigée par l’auteur et metteur en scène Gérard Gelas en 1967. 
Le théâtre accueille aussi, hiver comme été, des artistes de grand renom comme de jeunes talents.
Lieu totalement axé sur la création théâtrale et le théâtre populaire, le théâtre du Chêne noir se veut un lieu de rencontres.

## Récompenses
En 2008-2009, le prix de la révélation théâtrale de l'année du Syndicat de la critique a été attribué à Alice Belaïdi pour des Confidences à Allah de Saphia Azzeddine, créé au théâtre du Chêne noir.